# 兵家稲
兵家稲（へいかとう）とは、奈良時代前期に存在した雑色官稲の1つ。

## 概要
兵家稲に関して掲載されている唯一の史料が天平11年（739年）に作成された「伊豆国正税帳」である。
同帳によれば、この年の9月14日に兵部省符によって兵家稲が正税に混合（官稲混合）されたことが知られる。
これによって兵家稲が本来兵部省の管轄下に置かれていたことが判明するが、この年に一部地域を除いて兵士が停止された（『類聚三代格』所収:延暦11年12月某日付太政官符）事が知られており、それに伴って混合されたとみられている。
だが、軍団の兵士に関連する官稲であることは推定できるものの、その具体的用途や日本全国で実施されていたものか否かについても不明である。